# Budkovice (Ivančice)
Budkovice jsou vesnice, část města Ivančice v okrese Brno-venkov v Jihomoravském kraji. Nacházejí se v Boskovické brázdě. Žije zde 319 obyvatel.

## Historie
První osídlení na území této vesnice bylo patrně již mezi lety 1800–1500 př. n. l., což dokazují vykopávky únětické a věteřovské kultury. První písemná zmínka pochází z roku 1235. Od roku 1625 patřily Budkovice ke krumlovskému panství. Ve středověku tudy vedla významná cesta ze Znojma do Brna, k rozvoji obce to však nijak zvlášť nepřispělo. Hřbitov je tu až od roku 1941 a dlouho tu nebyla ani kaple. Tu postavili v roce 1873, ale zbořena byla v letech 1937–1938. Na jejím místě vznikla nová kaple zasvěcena (stejně jako ta stará) sv. Cyrilu a Metodějovi. Na území budkovického katastru zasahuje železniční trať Brno – Hrušovany nad Jevišovkou-Šanov, při ražbě dvou tunelů na této dráze byl v Rakousku-Uhersku poprvé užit dynamit.
K 1. červenci 1980 se Budkovice staly součástí města Ivančice.

## Obyvatelstvo
| Rok            | 1869 | 1880 | 1890 | 1900 | 1910 | 1921 | 1930 | 1950 | 1961 | 1970 | 1980 | 1991 | 2001 | 2011 | 2021 |
| -------------- | ---- | ---- | ---- | ---- | ---- | ---- | ---- | ---- | ---- | ---- | ---- | ---- | ---- | ---- | ---- |
| Počet obyvatel | 410  | 434  | 462  | 450  | 451  | 481  | 541  | 458  | 449  | 401  | 331  | 285  | 261  | 268  | 319  |
| Počet domů     | 57   | 71   | 79   | 84   | 84   | 88   | 108  | 125  | 117  | 111  | 102  | 127  | 121  | 127  | 139  |

Vývoj počtu obyvatel

## Pamětihodnosti
- Kaple svatého Cyrila a Metoděje
- Zbytky tvrze přibližně z poloviny 13. století se nacházejí na vysoké ostrožně nad řekou Rokytnou. Podle pověsti odtud vedla tajná chodba na zámek v Moravském Krumlově.